# Julie Zenatti
Julie Zenatti (Parijs, 5 februari 1981) is een Franse zangeres en theateractrice. Ze speelde de rol van Fleur-de-Lys en Esmeralda in de musical Notre-Dame de Paris.

## Discografie

### Albums
| Jaar | Album                    | Certificaat |
| ---- | ------------------------ | ----------- |
| 2000 | Fragile                  |             |
| 2002 | Dans les yeux d'un autre |             |
| 2004 | Comme vous               |             |
| 2007 | La Boîte de Pandore      |             |
| 2010 | Plus de Diva             |             |

- Bibliothèque nationale de France: cb14038332q (data)
- International Standard Name Identifier: 0000 0001 1466 659X
- Library of Congress Control Number: no2001017497
- Nationale Bibliotheek van Letland: 000111153
- MusicBrainz: a69cd724-2f57-4ed0-bfed-ba20401eb84c
- Réseau des bibliothèques de Suisse occidentale: 02-A009256297
- Système universitaire de documentation: 086949845
- Virtual International Authority File: 5132699
- WorldCat: E39PBJyCHTvMPKDkmqQKd9H6Kd